# Hassi Fehal
Hassi Fehal là một đô thị thuộc tỉnh Ghardaïa, Algérie. Dân số thời điểm năm 2002 là 2.164 người.